# Херсонское
Херсонское (укр. Херсонське, до 2016 г. — Розы Люксембург) — село в Генической городской общине Генического района Херсонской области Украины.
Население по переписи 2001 года составляло 33 человека. Почтовый индекс — 75541. Телефонный код — 5534. Код КОАТУУ — 6522181003.

## Местный совет
75540, Херсонская обл., Генический р-н, с. Новогригорьевка, ул. Пушкина, 8